# Jul (Comicautor)

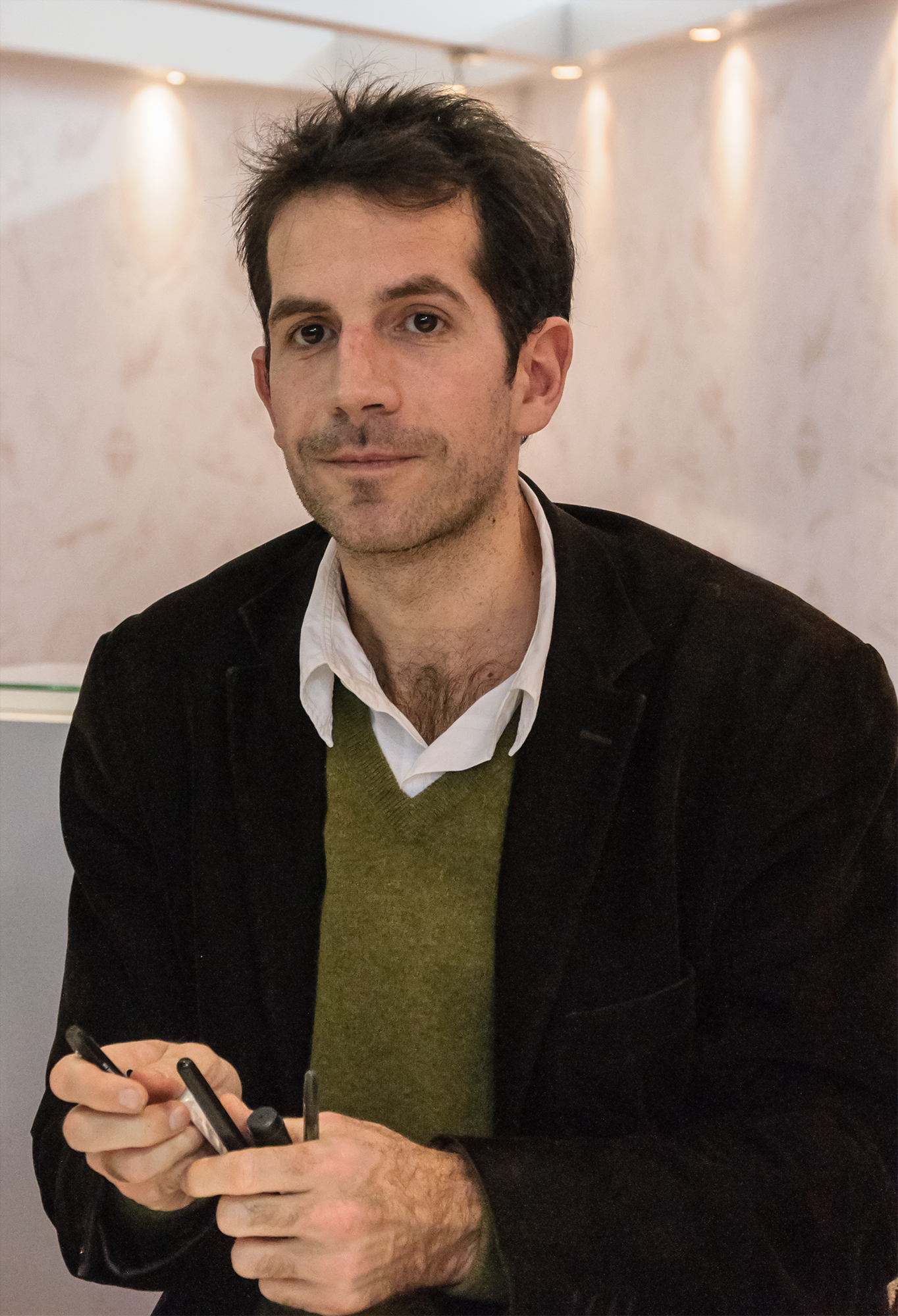
Jul auf dem Festival International de la Bande Dessinée d’Angoulême, 2013

Jul, bürgerlicher Name Julien Lucien Berjeaut (geboren am 11. April 1974 in Maisons-Alfort, Département Val-de-Marne), ist ein französischer Comicautor, Cartoonist und Schriftsteller.

## Leben

### Schule und Studium
Julien Berjeaut wuchs als Sohn eines gewerkschaftsnahen und linksorientierten Lehrerpaars in Champigny-sur-Marne auf. Seine Schulzeit verbrachte er bis zum 14. Lebensjahr auf einer reformpädagogisch ausgerichteten Ovide-Decroly-Schule. Seit seinem zehnten Lebensjahr übte er sich an Illustrationen von Nachrichtenereignissen. Mit zwölf Jahren gewann Julien den dritten Preis im Jugendwettbewerb des Festival International de la Bande Dessinée d’Angoulême.
Er setzte seine Schulausbildung bis 1995 an der École Alsacienne fort, einer angesehenen Privatschule im 6. Arrondissement von Paris. Anschließend absolvierte er an der École Normale Supérieure de Fontenay-Saint-Cloud ein Lehramtsstudium mit dem Ziel der Agrégation für das höhere Lehramt im Fach Geschichte, das er 1998 erreichte. Nach seinem Studium lehrte er für ein Semester chinesische Geschichte, bis ihm bewusst wurde, dass das Zeichnen für ihn wichtiger war.

### Cartoonist
Jul veröffentlichte seine ersten Cartoons in der kleinen Tageszeitung La Nouvelle République des Pyrénées, die im Département Hautes-Pyrénées erscheint. Im Jahr 2001 erhielt er ein Stipendium des französischen Stiftungsverbandes Fondation de France für ein Projekt, in dem er Cartoons und Sinologie zusammenbrachte.
Er arbeitet für das wöchentlich erscheinende Nachrichtenmagazin Le Point, die Literatur-Zeitschrift Lire, die kommunistische Tageszeitung L'Humanité, und er liefert monatlich zwei Seiten Comics an das Philosophie Magazine, die französische Partner-Zeitschrift des deutschen Philosophie Magazins. Gelegentlich arbeitete er für die Comic-Magazine L’Écho des Savanes und Fluide Glacial, für die Satire-Zeitschrift Charlie Hebdo, die Nachrichtenmagazine Le Nouvel Observateur und Marianne, und für weitere Magazine. Daneben hat er Beiträge für verschiedene Tageszeitungen wie Les Échos, La Dépêche du Midi, Libération und Le Monde geliefert.
Im Fernsehen wirkte Jul als Zeichner an Late-Night-Shows der Fernsehsender France 3, Canal+ und France 2 mit, von September 2008 bis Juni 2012 arbeitete er für ein wöchentliches Literaturmagazin des Bildungskanals France 5. Eine Auswahl von 400 Cartoons, die in Zusammenarbeit mit France 5 entstanden waren, wurde im Jahr 2013 von den Éditions Delcourt verlegt. Jul ist einer der Zeichner für die werktäglich von ARTE im Abendprogramm des französischen Sendegebiets ausgestrahlte Talkshow 28 minutes.

### Comicautor
Als angesehener Cartoonist wurde Jul 2005 mit seinem satirischen Comic-Album Il faut tuer José Bové (deutsch: José Bové muss getötet werden) dankbar in der Comic-Szene aufgenommen. Dieser Band, in dem er die Globalisierungsgegner verspottet, wurde ein großer Erfolg bei Kritikern und beim Publikum. Seither veröffentlicht Jul parallel zu seiner Arbeit für Zeitungen und Zeitschriften weitere Comic-Alben.
Juls seit 2009 bei Dargaud herausgegebene Comicserie Silex and the City wird als Zeichentrick-Adaption seit September 2012 mit etwa dreiminütigen Folgen im Abendprogramm des deutsch-französischen Kultursenders ARTE ausgestrahlt. Mit 1,3 Millionen Zuschauern war Silex and the City im Jahr 2013 die Animationssendung mit den meisten Zuschauern in Frankreich.
Im November 2016 erschien in Frankreich im Rahmen der Comicserie Lucky Luke der erstmals von Jul getextete, aber auf einen Entwurf des im Jahr 2001 verstorbenen Morris zurückgehende Band La Terre Promise. Mit dieser Veröffentlichung, in einer Auflage von 500.000 Exemplaren, markierte der Verlag den „70. Geburtstag“ der 1946 von Morris geschaffenen Comicfigur. In Deutschland erschien der Band im Frühjahr 2017 unter dem Titel Das gelobte Land. Die Veröffentlichung erfuhr eine für ein Comic-Album sehr umfangreiche Rezeption in den Medien, die häufig auf die ungewöhnliche Handlung – Lucky Luke unterstützt eine nach Amerika eingewanderte Familie aschkenasischer Juden – Bezug nahm. Für das 2018 neu gezeichnete Album Ein Cowboy in Paris übernahm Jul gänzlich die Rolle als Texter.

## Preise und Auszeichnungen
Im Jahr 2007 wurde Jul der Prix René Goscinny für sein Album Le Guide du moutard pour survivre à 9 mois de grossesse (deutsch in etwa: „Anleitung für Bälger, um 9 Monate Schwangerschaft zu überleben“) verliehen, dessen Titel sich an die in Frankreich populäre Reiseführer-Serie Guide du routard anlehnt. Im September 2012 wurde Jul zum Chevalier des Arts et Lettres und im September 2016 zum Officier des Arts et Lettres ernannt. Seit März 2017 ist er Chevalier de l’Ordre national du Mérite (Ritter des nationalen Verdienstordens Frankreichs).

## Bibliographie

### Comic-Alben
- Il faut tuer José Bové, Éditions Albin Michel, in der Serie Vent des savanes, 2005, ISBN 2-226-15539-2
- La Croisade s’amuse, Éditions Albin Michel, in der Serie Vent des savanes, 2006, ISBN 2-226-17133-9
- Le Guide du moutard pour survivre à 9 mois de grossesse, Éditions Albin Michel, in der Serie Vent des savanes, 2007, ISBN 978-2-7234-6214-3 (Prix René Goscinny 2007)
- Silex and the City, Dargaud:

1. Avant notre ère, 2009, ISBN 978-2-205-06138-3
2. Réduction du temps de trouvaille, 2010, ISBN 978-2-205-06451-3
3. Le Néolithique, c'est pas automatique, 2012, ISBN 978-2-205-06816-0
4. Autorisation de découverte, 2013, ISBN 978-2-205-07130-6
5. Vigiprimate, 2014, ISBN 978-2-205-07278-5
6. Merci pour ce Mammouth, 2015, ISBN 978-2-205-07396-6
7. Poulpe fiction, 2016, ISBN 978-2-205-07560-1

- À bout de soufre. Chroniques et nouvelles vagues, Dargaud, 2010, ISBN 978-2-205-06505-3
- La Planète des Sages. Encyclopédie mondiale des philosophes et des philosophies (mit Charles Pépin), Dargaud, 2011, ISBN 978-2205-06852-8. Deutsch: Planet der Weisen. Die Enzyklopädie der Philosophie, aus dem Französischen von Stephanie Singh. München: Knaus 2013, 109 S., ISBN 978-3-8135-0532-0
- Platon La Gaffe. Survivre au travail avec les philosophes (avec Charles Pépin), Dargaud, 2013, ISBN 978-2205-07254-9
- La Planète des Sages, tomé 2. Nouvelle encyclopédie mondiale des philosophes et des philosophies (mit Charles Pépin), Dargaud, 2015, ISBN 978-2-205-07126-9
- La Terre promise, in der Serie Les Aventures de Lucky Luke d'après Morris, Zeichnungen von Achdé, Dargaud, 2016, ISBN 978-2-88471-369-6. Deutsch: Das gelobte Land, Lucky Luke Band 95, aus dem Französischen von Klaus Jöken. Berlin: Egmont Ehapa Media 2017, ISBN 978-3-7704-3924-9

Als Mitglied eines Autorenkollektivs:
- Rire contre le racisme, la BD, Jungle / Casterman, 2006, ISBN 2-87442-244-4
- Mozart qu'on assassine, Éditions Albin Michel, 2006, ISBN 2-226-17146-0
- Bébés congelés – Chiens écrasés, Éditions Albin Michel, 2007, ISBN 2-226-17742-6
- Charlie Hebdo. C'est la faute à la société, 12 bis (Verlag), 2008, ISBN 978-2-35648-007-1
- Bye Bye Bush, Dargaud, 2009, ISBN 978-2-205-06301-1

### Cartoons
- Da Vinci Digicode, Éditions Danger Public, 2006, ISBN 2-351-23105-8
- als Mitglied eines Autorenkollektivs: Bonne fête Nicolas!, Vent des Savanes, ISBN 978-2-356-26014-7
- Conte de fées à l'Élysée, Éditions Albin Michel, in der Serie Vent des savanes, 2008, ISBN 978-2-35626-080-2
- als Mitglied eines Autorenkollektivs: der Sammelband Liberté, in der Serie Liberté – Égalité – Fraternité, Charlie Hebdo – Éditions Les Échappés, 2008, ISBN 978-2-357-66001-4
- als Mitglied eines Autorenkollektivs: der Sammelband Les brèves de Charlie Hebdo, Charlie Hebdo – Éditions Les Échappés, 2008, ISBN 978-2-357-66005-2
- La Terre vue du fiel, Dargaud, 2011, ISBN 978-2-205-06827-6
- Le Président de vos rêves, Dargaud, 2012, ISBN 978-2-205-06949-5

### Kinderbücher
- Debout les terriens! Protégeons la planète, Text von Gwenaëlle Aznar, Editions Albin Michel, in der Serie Les petits débrouillards, 2004, ISBN 978-2-226-14072-2
- L'Herbier impitoyable, Charlie Hebdo - Editions Les Échappés, in der Serie Charlie Hebdo Junior, 2008, ISBN 978-2-35766-007-6
- Mon père ce héron, Editions Rue de Sèvres, 2014, ISBN 978-2-36981-091-9

### Sonstige Illustrationen
- Juliette Nothomb: La Cuisine d'Amélie. 80 recettes de derrière les fagots, Zeichnungen von Jul, Editions Albin Michel, 2008, ISBN 978-2-226-18734-5
- Philippe Escande: Le Grand Bestiaire des entreprises. 70 stratégies passées au crible, Zeichnungen von Jul, Les Échos und Éditions Eyrolles, 2009, ISBN 978-2-212-54488-6
- La Grande Librairie. Les 400 meilleurs dessins, Vorwort von François Busnel, Éditions Delcourt, 2013, ISBN 978-2-7560-3807-0
- Cahier de vacances de la République, Éditions des Équateurs, 2015, ISBN 978-2-84990-408-4

### Essay
als Julien Berjeaut: Chinois à Calcutta. Les tigres du Bengale, Éditions L'Harmattan, in der Serie Recherches asiatiques, 1999, ISBN 2-7384-7501-9

## Fernsehbeiträge

### Fernsehserie (als Ko-Regisseur)
Für den deutsch-französischen Kulturkanal Arte:
- Silex and the City, 1. Staffel mit 40 Episoden, ausgestrahlt 2012
- Silex and the City, 2. Staffel mit 40 Episoden, ausgestrahlt 2013
- Silex and the City, 3. Staffel mit 40 Episoden, ausgestrahlt 2014
- Silex and the City, 4. Staffel mit 30 Episoden, ausgestrahlt 2015
- Silex and the City, 5. Staffel mit 30 Episoden, ausgestrahlt 2017

### Dokumentation
- Turquie, voyage à la croisée des mondes, 48 Minuten, ausgestrahlt von Arte. Im deutschsprachigen Programm unter dem Titel Türkei – Knotenpunkt Eurasiens. Regie führte Xavier Lefèbvre, das Drehbuch und die Moderation lagen bei Jul.
- In den Fußstapfen von Lucky Luke (Vol. 1–3), Regie: Xavier Lefebvre, Frankreich 2023.